# Aganisia fimbriata
Aganisia fimbriata är en orkidéart som beskrevs av Heinrich Gustav Reichenbach. Aganisia fimbriata ingår i släktet Aganisia och familjen orkidéer. Inga underarter finns listade i Catalogue of Life.

## Bildgalleri

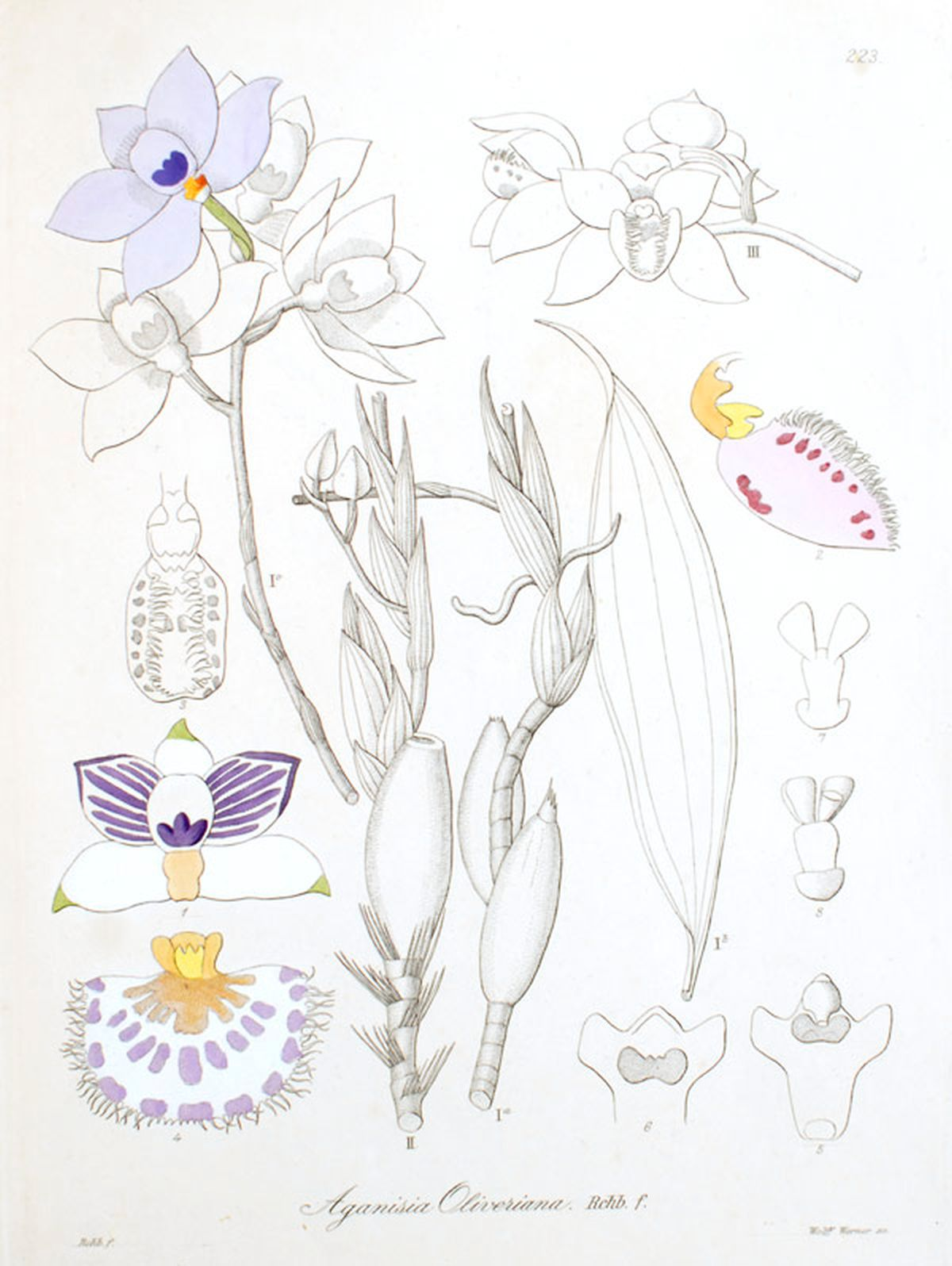